# Тростянка (Хмельницкая область)
Тростянка (укр. Тростянка) — село в Белогорском районе Хмельницкой области Украины.
Население по переписи 2001 года составляло 228 человек. Почтовый индекс — 30206. Телефонный код — 3841. Занимает площадь 0,081 км². Код КОАТУУ — 6820355105.

## Местный совет
30200, Хмельницкая обл., Белогорский р-н, пгт Белогорье, ул. Шевченка, 44